# Деміївська (станція метро)
50°24′17.25″ пн. ш. 30°31′00.60″ сх. д. / 50.4047917° пн. ш. 30.5168333° сх. д.
«Демі́ївська» — 47-ма станція Київського метрополітену на Оболонсько-Теремківській лінії між станціями «Либідська» та «Голосіївська». Розташована у Голосіївському районі міста Києва, біля Деміївської площі.

## Історія
Станція відкрита 15 грудня 2010 року. Назва походить від історичної місцевості Деміївка. На станції облаштовано тактильне покриття.
З 13 грудня 2023 по 12 вересня 2024 року у зв'язку з пошкодженням обробки та протіканням тунелю на перегоні «Либідська» — «Деміївська» станція приймала поїзди, що курсували в режимі човникового руху за маршрутом «Деміївська» — «Теремки». На час ремонту сполучення з основною частиною лінії було перервано.
Станом на 22 серпня 2024 року біля станції метро «Деміївська» метробудівці почали засипати ґрунтом котлован. Напередодні навколо оновленої ділянки тунелю завдожки 27 метрів на перегоні між станціями метро «Деміївська» — «Либідська» котлован було залито спеціальною цементною сумішшю та майже демонтувано три рівні його кріплень, посилені ділянки, що прилягають до неї з обох сторін (завдожки понад 50 метрів) та завершуються роботи з укладання нового рейкового полотна. У тунелі відновлюють усі необхідні кабельні мережі та монтують контактну рейку, через яку подається напруга. Також розпочалися роботи з благоустрою території на місці будівельного майданчика.

## Конструкція
Конструкція станції — колонна трипрогінна мілкого закладення з острівною платформою.
Колійний розвиток: станція без колійного розвитку.
Платформа сполучена з підземним касовим залом чотиристрічковим одномаршевим ескалатором. Станція також обладнана двома ліфтами для осіб з обмеженими фізичними можливостями. Вихід зі станції — в підземний перехід під Голосіївським проспектом до Національної бібліотеки України імені В. І. Вернадського, Центрального автовокзалу на Деміївську площу, до проспектів Валерія Лобановського та Науки. Наземний вестибюль відсутній.
Особливістю станції є те, що тут ескалатори розміщені в центрі платформи, а не в торці, як зазвичай в Київському метрополітені.
Крім того у східному торці платформи влаштовані сходи, що ведуть до технічних приміщень станції та сполучаються з підземним переходом (додатковий евакуаційний вихід).

## Будівництво
Будівництво станції розпочато влітку 2005 року. Станцію будували за технологією «стіна у ґрунті». 28 січня 2006 року на будівництві сталася аварія — впала 500-тонна підпірна стіна, внаслідок чого в котлован впав козловий кран. Ця подія дещо затримала терміни будівництва. Влітку 2009 року спорудження станції «Деміївська» було практично завершене, однак відкрити її без інших станцій черги, що будується, було неможливо через те, що тупик для обороту метропоїздів за проєктом мав бути влаштований за станцією «Васильківська».

## Пасажиропотік
| Рік                           | 2009 | 2011 | 2012 | 2013 | 2014 | 2015 | 2016 | 2017 | 2018 |
| ----------------------------- | ---- | ---- | ---- | ---- | ---- | ---- | ---- | ---- | ---- |
| Пасажиропотік, тис. осіб/добу | —    | 18,7 | 20,7 | 21,6 | 21,0 | 20,8 | 20,6 | 21,3 | 21,3 |

## Проблемні питання
8 грудня 2023 року столична влада оголосила про зупинення руху поїздів на відрізку між станціями «Либідська» та «Деміївська» Оболонсько-Теремківської лінії метро. За попередніми даними, вказані обставини виникли у зв’язку з розгерметизацією тунелю та появою тріщин у його стінах, що призвело до підтоплення тунелю на вказаній ділянці метрополітену. За процесуального керівництва Подільської окружної прокуратури міста Києва у зв’язку з підтопленням тунелів на ділянці Київського метрополітену на Оболонсько-Теремківській лінії метро розпочато досудове розслідування за фактом службової недбалості, що спричинило тяжкі наслідки (ч. 2 ст.367 КК України). 13 грудня між станціями метро «Деміївська» та «Теремки» запущено човниковий рух поїздів.
11 вересня 2024 року відновлювальні роботи на перегоні «Либідська» — «Деміївська» були закінчені, а 12 вересня було відновленно повноцінний рух «синьою» лінією метрополітену від станції «Героїв Дніпра» до станції «Теремки».

## Галерея

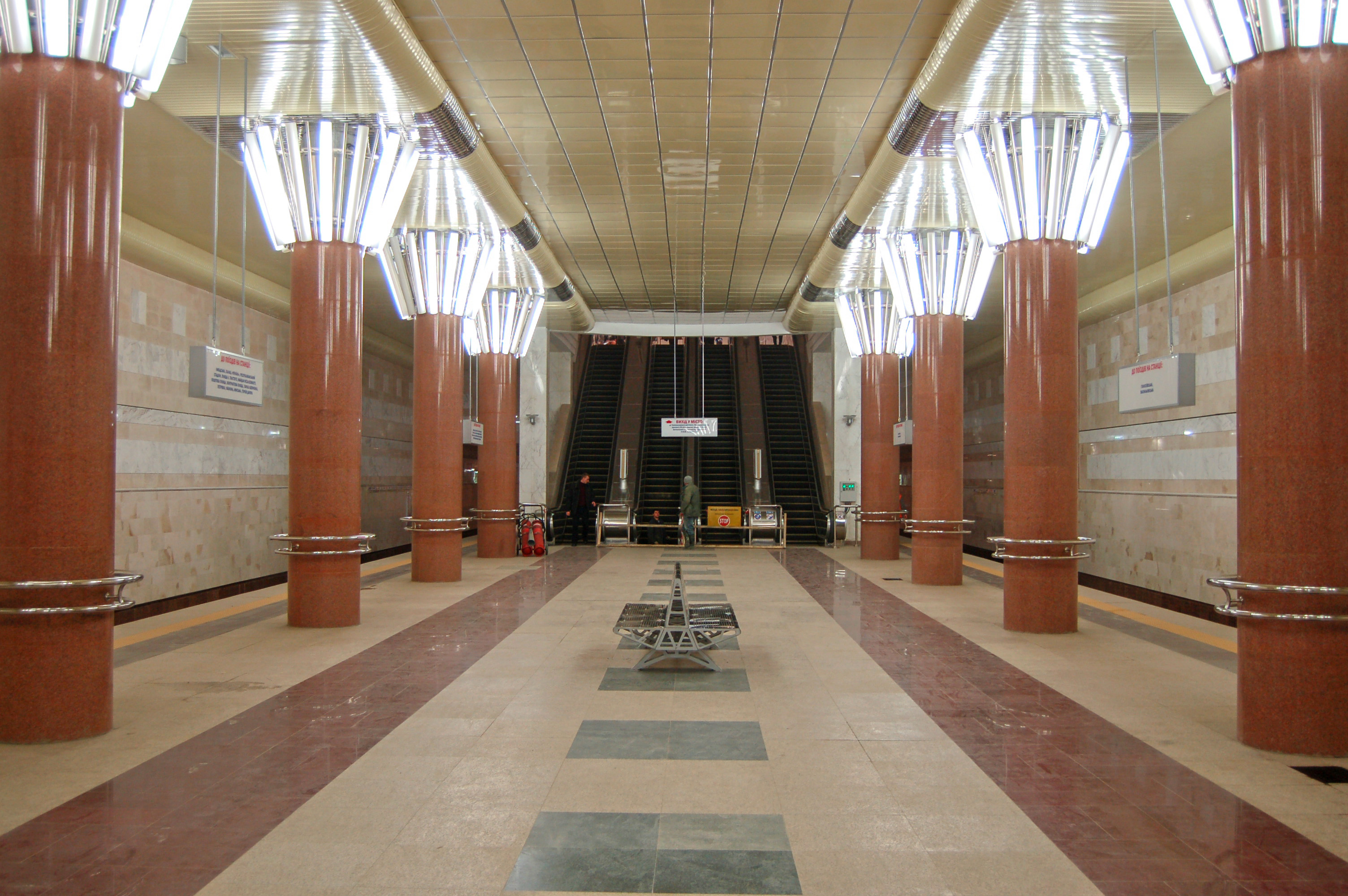
Центральний зал, вигляд в бік ескалаторів
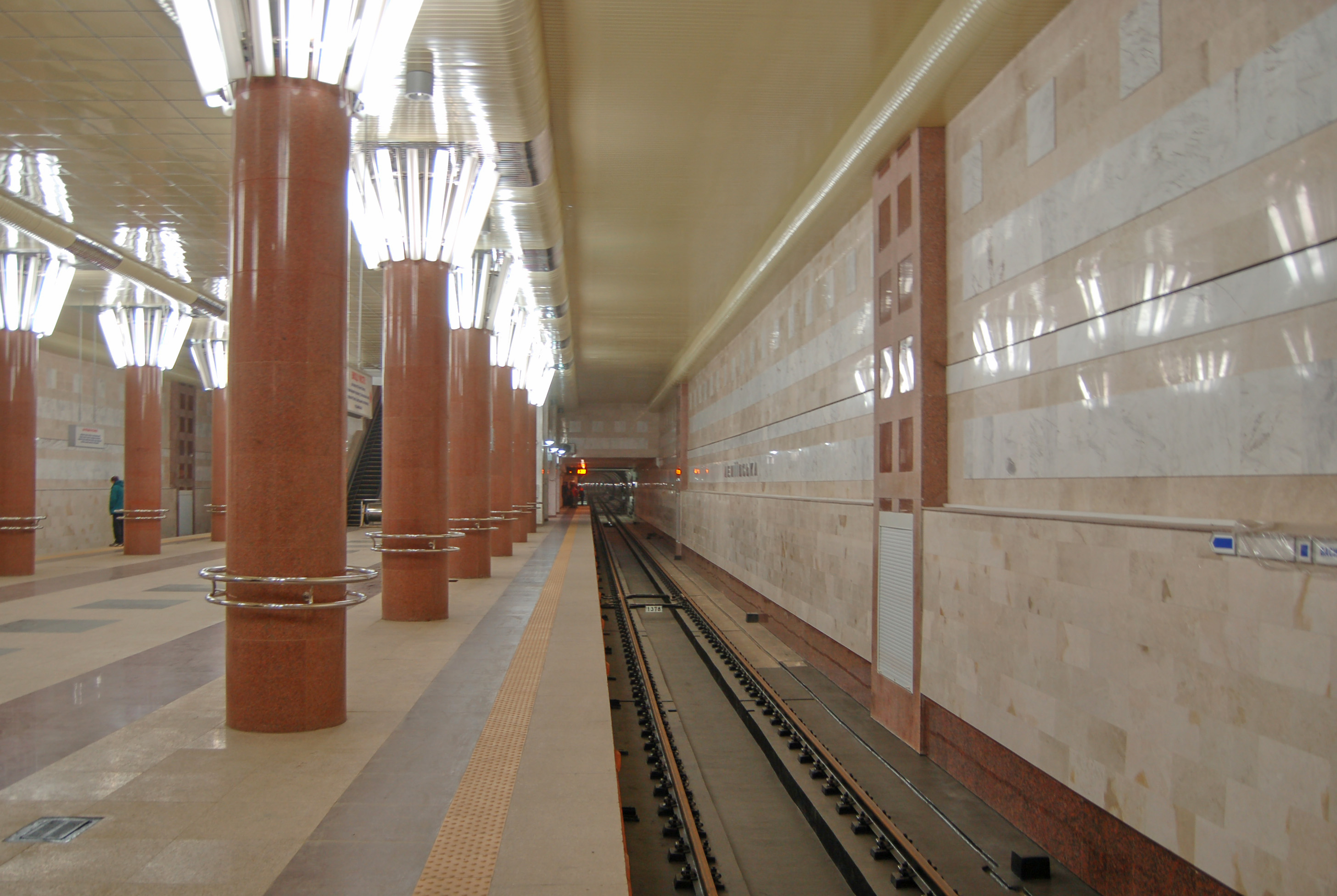
Посадкова платформа
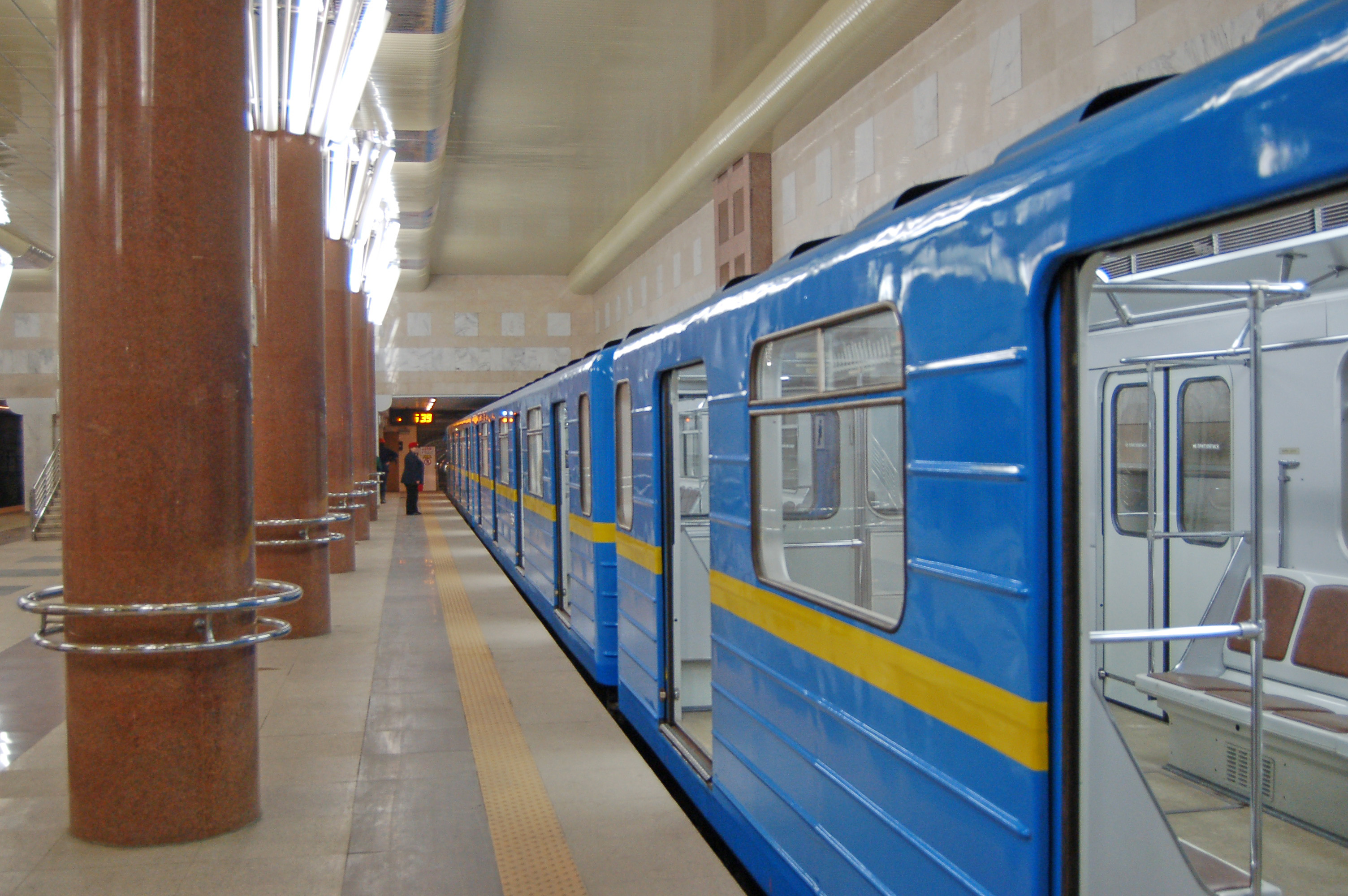
Потяг метро на станції
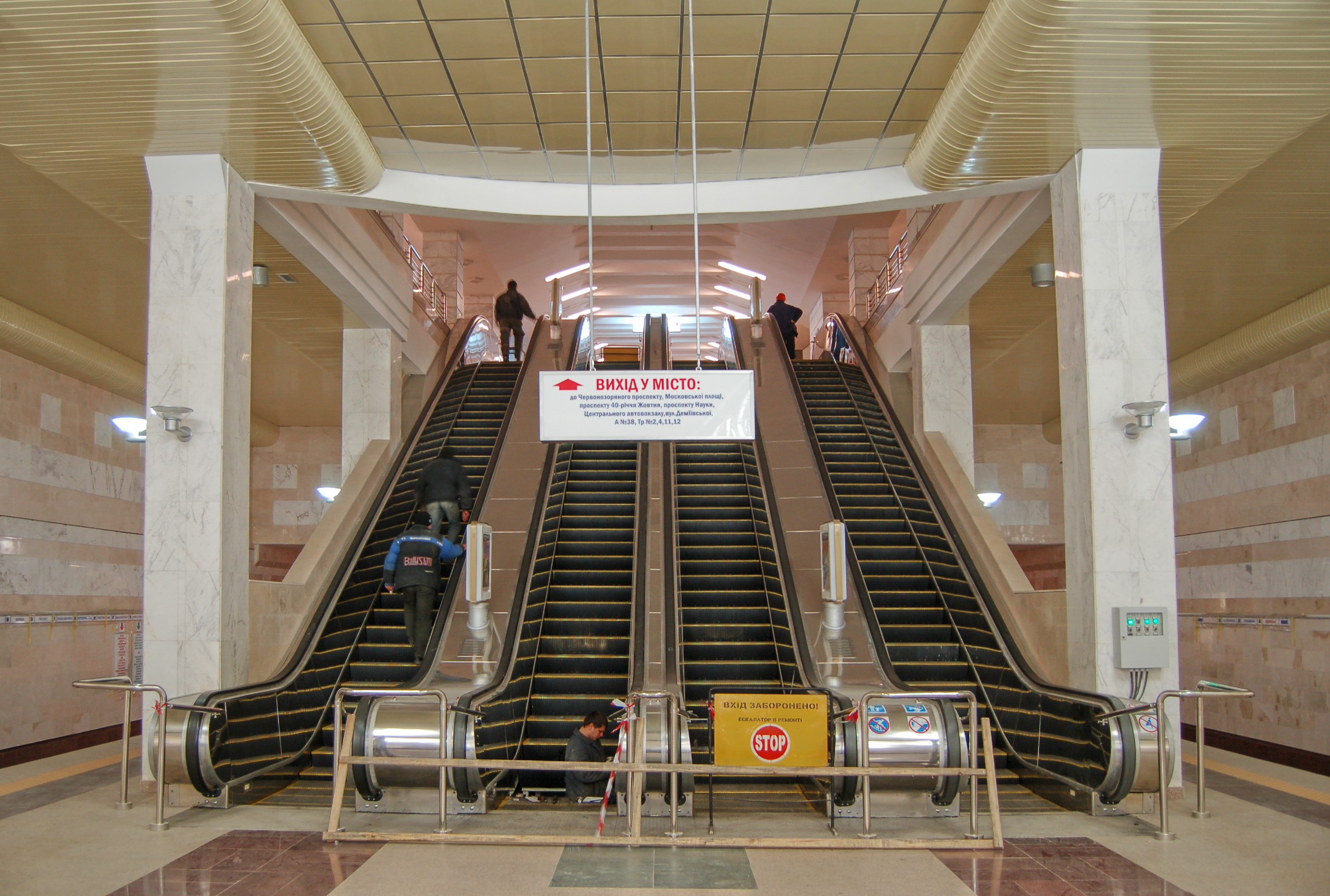
Вхід до ескалаторів
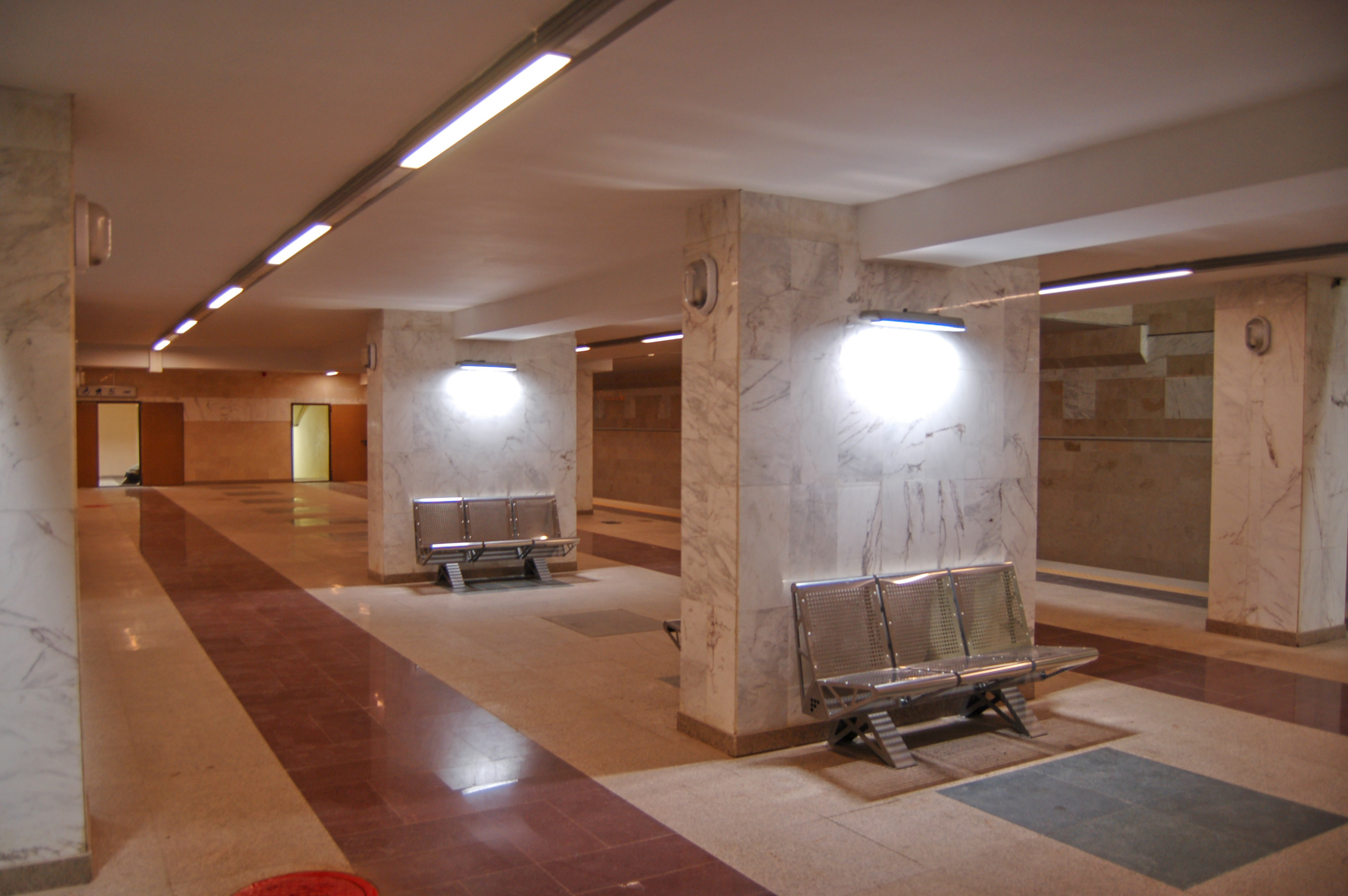
Дільниця платформи під касовим залом
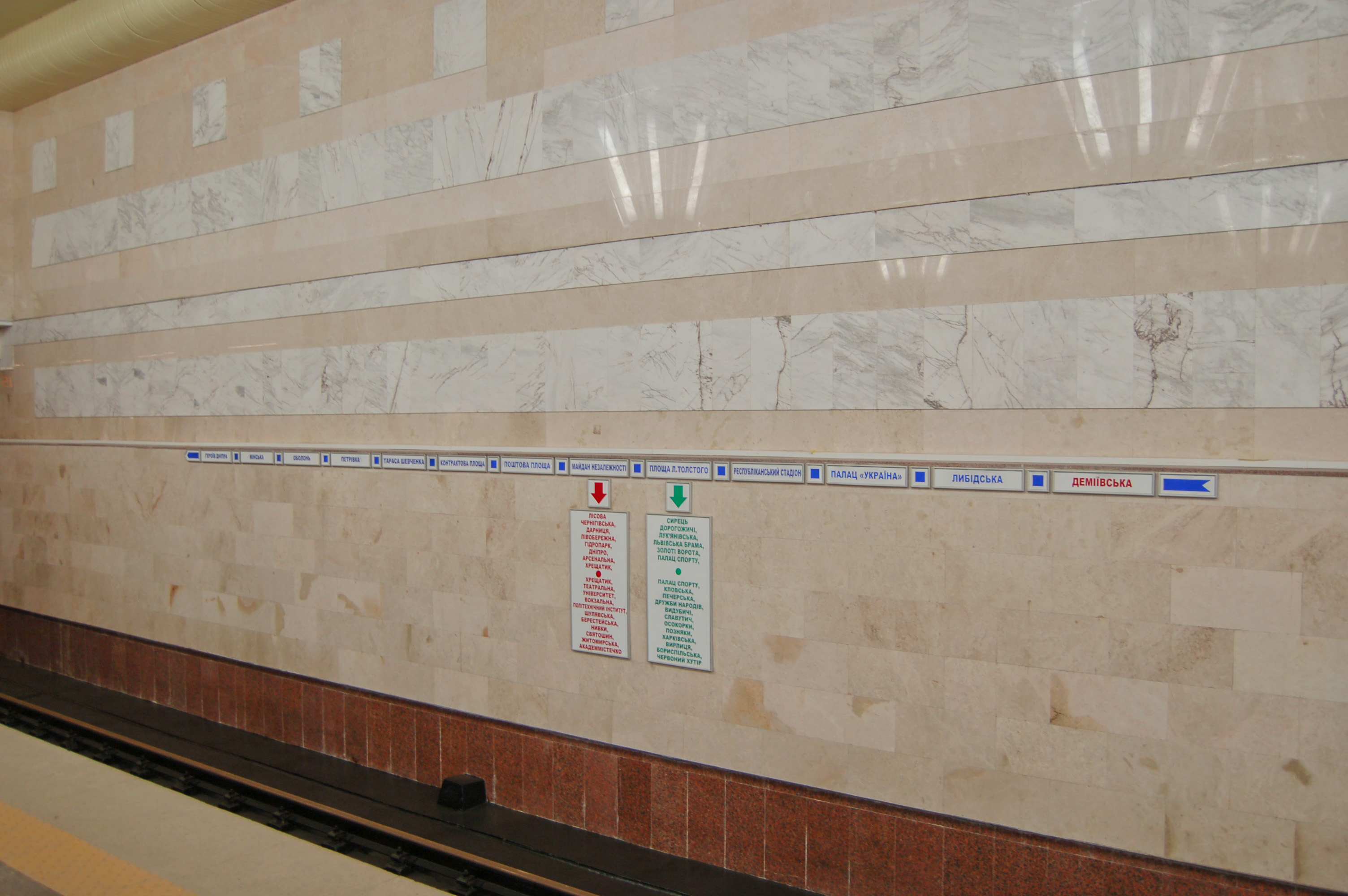
Схема лінії на колійній стіні
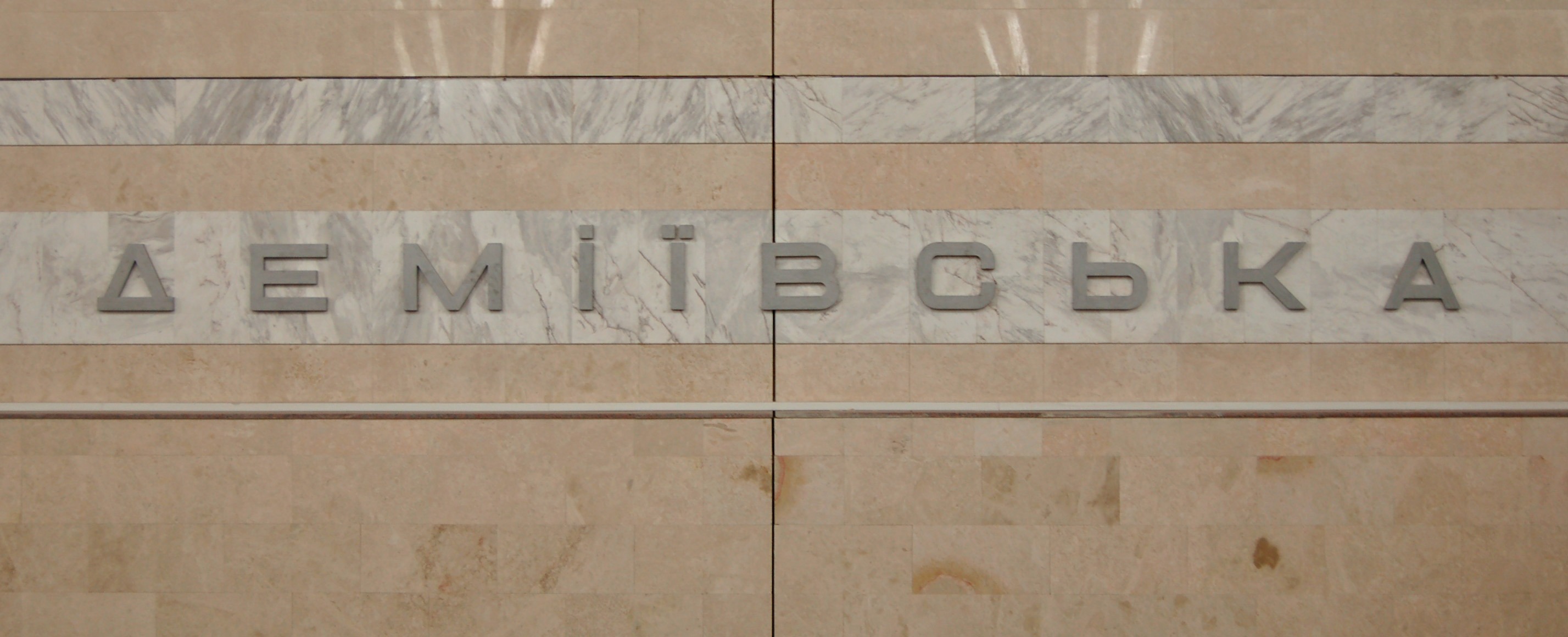
Назва станції на колійній стіні
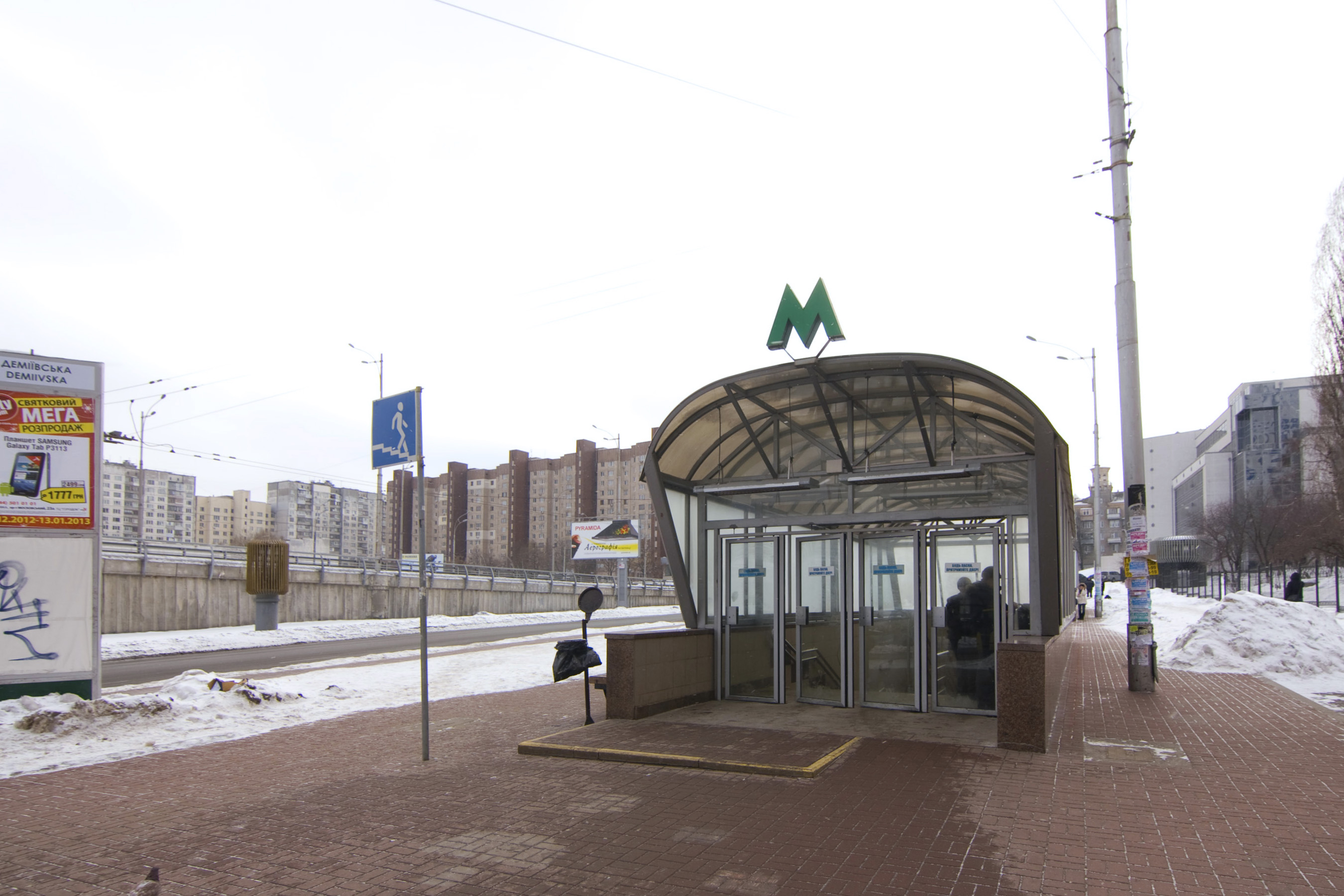
Вхід до станції